# Tanja Pommerening
Tanja Pommerening (* 25. Oktober 1969 in Frankfurt am Main) ist eine deutsche Ägyptologin und Wissenschaftshistorikern.

## Leben
Tanja Pommerening studierte zunächst von 1989 bis 1994 Pharmazie an der Universität Marburg, wo sie 1995 ihr drittes Staatsexamen ablegte sowie die Approbation als Apothekerin erlangte. Von 1997 bis 2001 folgte ebenfalls an der Universität Marburg ein Aufbaustudium der Geschichte der Pharmazie und parallel dazu ein Magisterstudium der Ägyptologie, Pharmazie- und Naturwissenschaftsgeschichte und Pharmazeutischen Biologie, das sie 2001 mit dem Magister artium abschloss. Mit einer Arbeit über Die altägyptischen Hohlmaße wurde sie 2004 promoviert. 2005 erhielt sie für ihre Dissertation den Dalberg-Preis für transdisziplinäre Nachwuchsforschung.
Von 1999 bis 2006 war sie an der Universität Marburg als wissenschaftliche Mitarbeiterin am Institut für Geschichte der Pharmazie tätig und übernahm zudem erste Lehraufträge im Fach Ägyptologie. In den Jahren 2007 bis 2010 wurde ihre wissenschaftliche Arbeit durch ein zweijähriges Stipendium der Deutschen Forschungsgemeinschaft (DFG) und durch interne Programme der Universität Mainz gefördert. In ihrem geförderten Projekt beschäftigte sie sich mit dem Thema Die medizinischen Rezepte Altägyptens in ihrem transdisziplinären Kontext philologisch, kulturhistorisch und pharmakologisch betrachtet. 2008 und 2009 unterbrach sie das Stipendium, um am Mainzer Sonderforschungsbereich 295 der DFG (Kulturelle und sprachliche Kontakte) sowie am Institut für Ägyptologie und Altorientalistik der Universität Mainz als wissenschaftliche Mitarbeiterin tätig zu sein. Im Jahr 2010 wurde sie auf eine Professur für Ägyptologie an der Universität Mainz berufen.
Von 2013 bis 2020 war Pommerening Sprecherin des von der DFG geförderten Graduiertenkollegs Frühe Konzepte von Mensch und Natur. Universalität, Spezifität, Tradierung. Seit 2013 leitet sie den Interdisziplinären Arbeitskreises Alte Medizin. 2014 erhielt sie den Preis für junge Hochschullehrer und Wissenschaftler der Akademie der Wissenschaften und der Literatur Mainz. Von der Akademie gemeinnütziger Wissenschaften zu Erfurt wurde sie 2016 zum Mitglied ernannt. Seit 2017 ist sie korrespondierendes Mitglied des Deutschen Archäologischen Instituts. Von 2017 bis 2020 hat sie sich als Direktorin des Gutenberg Nachwuchskollegs (GNK) an der Universität Mainz engagiert. Seit Oktober 2020 ist sie Professorin für Geschichte der Pharmazie und Medizin an der Universität Marburg und leitet dort das Institut für Geschichte der Pharmazie und die Arbeitsstelle für Geschichte der Medizin.
Ihre Forschungen widmen sich unter anderem den Konzepten von Mensch und Natur, der Natur- und Heilkunde sowie Wissensgeschichte und methodischen Fragen im interdisziplinären Austausch zwischen Kultur- und Naturwissenschaften.

## Veröffentlichungen (Auswahl)
- Die altägyptischen Hohlmaße (= Studien zur altägyptischen Kultur. Beiheft 10). Buske, Hamburg 2005, ISBN 978-3-87548-411-3 (zugleich Dissertation, Universität Marburg 2004).
- Wege zur Identifikation altägyptischer Drogennamen – eine kritische Betrachtung. In: Peter Dils, Lutz Popko (Hrsg.): Zwischen Philologie und Lexikographie des Ägyptisch-Koptischen. Akten der Leipziger Abschlusstagung des Akademienprojekts "Altägyptisches Wörterbuch" (= Abhandlungen der Sächsischen Akademie der Wissenschaften zu Leipzig, Philologisch-historische Klasse. Band 84, Heft 3). S. Hirzel, Stuttgart/Leipzig 2016, S. 82–111.

Herausgeberin
- mit Annette Imhausen: Writings of Early Scholars in the Ancient Near East, Egypt, Rome and Greece. Translating Ancient Scientific Texts (= Beiträge zur Altertumskunde. Band 286). de Gruyter, Berlin u. a. 2010, ISBN 978-3-11-022992-9.
- mit Annette Imhausen: Translating Writings of Early Scholars in the Ancient Near East, Egypt, Greece and Rome. Methodological Aspects with Examples (= Beiträge zur Altertumskunde. Band 344). de Gruyter, Berlin u. a. 2016, ISBN 978-3-11-044881-8.
- mit Walter Bisang: Classification from Antiquity to Modern Times. Sources, Methods, and Theories from an Interdisciplinary Perspective. de Gruyter, Berlin u. a. 2016, ISBN 978-3-11-053877-9.
- mit Marion Gindhart: Anfang und Ende. Vormoderne Szenarien von Weltentstehung und Weltuntergang. von Zabern, Darmstadt 2016, ISBN 978-3-8053-5032-7.